# Metynnis orinocensis
Metynnis orinocensis es una especie de pez de la familia Characidae en el orden de los Characiformes.

## Hábitat
Es un pez de agua dulce y de clima tropical.

## Distribución geográfica
Se encuentran en Sudamérica:  cuenca del río Orinoco.